# 1999 (numero)
Millenovecentonovantanove (1999) è il numero naturale dopo il 1998 e prima del 2000.

## Proprietà matematiche
- È un numero dispari.
- È un numero primo.
  - È un numero primo gemello (con 1997).
- È un numero difettivo.
- È un numero palindromo e un numero ondulante nel sistema posizionale a base 6 (13131).
- È un numero nontotiente in quanto dispari e diverso da 1.
- È un numero congruente.
- È un numero intero privo di quadrati.
- È un numero odioso.
- È parte della terna pitagorica  (1999, 1998000, 1998001).

## Astronomia
- 1999 Hirayama è un asteroide della fascia principale del sistema solare.

## Astronautica
- Cosmos 1999 è un satellite artificiale russo.

## Altri ambiti
- Spazio 1999  (Space: 1999) è una serie televisiva italo-britannica di fantascienza.